# Niederschlettenbach

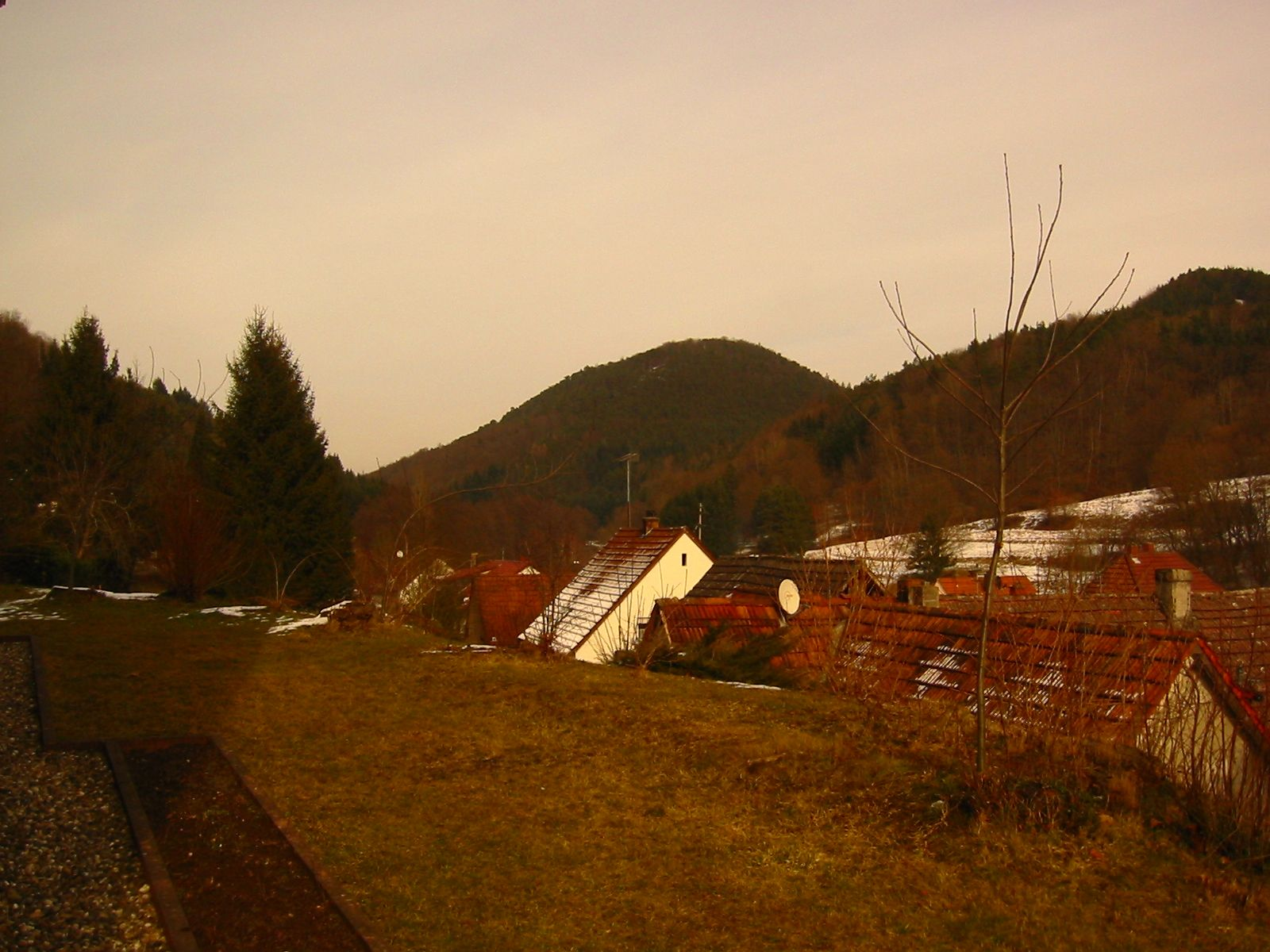
Blick auf Niederschlettenbach

Niederschlettenbach ist eine Ortsgemeinde im Landkreis Südwestpfalz in Rheinland-Pfalz. Sie gehört der Verbandsgemeinde Dahner Felsenland an, die ihren Verwaltungssitz in der Stadt Dahn hat; innerhalb ersterer stellt sie hinsichtlicher ihrer Einwohnerzahl die drittkleinste und hinsichtlich ihrer Fläche die viertkleinste Ortsgemeinde.

## Geographie

### Lage
Niederschlettenbach liegt im Wasgau, wie der Südteil des Pfälzerwaldes auch genannt wird, am Übergang des sogenannten Dahner Felsenlandes in den Oberen Mundatwald. Geologisch dominieren vor Ort die Trifels-Schichten. Nachbargemeinden sind – im Uhrzeigersinn – Erlenbach bei Dahn, Bobenthal, Nothweiler und Bundenthal. Rund zwei Kilometer südlich der Gemeindegemarkung befindet sich die Staatsgrenze zu Frankreich.

### Erhebungen
Im Süden der Gemarkung unweit der Grenze zu Bobenthal erstrecken sich der 378,3 m hohe Teilberg und im Osten die 321 m hohe Dörrhalde. Weiter nördlich erstrecken sich das 370 m hohe Geiersnest und die Südflanke des 402 m hohen Nestelberg innerhalb des Gemeindegebiets.

### Gewässer
Der Ort liegt an der Wieslauter, die den südlichen Siedlungsrand streift. Vor Ort mündet in diese von links der Erlenbach, der in Nord-Süd-Richtung mitten durch die Bebauung fließt. Der weiter östlich verlaufende Portzbach bildet die Gemarkungsgrenze zu Bobenthal.

## Geschichte
Der Codex Edelini berichtet zum Jahr 1068 über die Weihe der Laurentiuskirche in Slettenbach, wie die Gemeinde damals hieß. Dies war zugleich der damalige Name des Erlenbaches. Da an seinem Oberlauf eine weitere Siedlung namens Slethebach entstand, erhielt der Ort zur Unterscheidung spätestens um 1800 seinen heutigen Namen, während das andere Dorf dann Oberschlettenbach genannt wurde.
Im 18. Jahrhundert war der Ort Sitz der zum Kloster Weißenburg gehörenden Fauthei Schlettenbach, die zusätzlich die Orte Bobenthal, Bundenthal, Bärenbach, Finsternheim und Erlenbach umfasste und zuletzt ein Kondominium mit der Kurpfalz bildete.
Von 1798 bis 1814, als die Pfalz Teil der Französischen Republik (bis 1804) und anschließend Teil des Napoleonischen Kaiserreichs war, war Niederschlettenbach in den Kanton Dahn eingegliedert. 1815 wurde der Ort Österreich zugeschlagen. Bereits ein Jahr später wechselte Niederschlettenbach in das Königreich Bayern. Ab 1818 war der Ort Bestandteil des Landkommissariat Pirmasens, das 1862 in ein Bezirksamt umgewandelt wurde.
1939 wurde Erlenbach in den Landkreis Pirmasens (ab 1997 Landkreis Südwestpfalz) eingegliedert. Im Zweiten Weltkrieg wurde das Dorf schwer beschädigt. Viele alte Fachwerkhäuser wurden dabei zerstört. Nach dem Krieg wurde die Gemeinde innerhalb der französischen Besatzungszone Teil des damals neu gebildeten Landes Rheinland-Pfalz. Im Zuge der ersten rheinland-pfälzischen Verwaltungsreform wurde die Gemeinde 1972 der neugeschaffenen Verbandsgemeinde Dahner Felsenland zugeordnet.

## Religion
2012 waren 67,6 Prozent der Einwohner katholisch und 16,2 Prozent evangelisch. Die übrigen gehörten einer anderen Religion an oder waren konfessionslos. Die Katholiken gehören zum Bistum Speyer und unterstehen dort dem Dekanat Pirmasens, die Evangelischen zur Protestantischen Landeskirche Pfalz. Seit 2016 gehört Niederschlettenbach katholischerseits zur in Dahn ansässigen Pfarrei Hl. Petrus.

## Kultur

### Bauwerke
Kulturdenkmäler

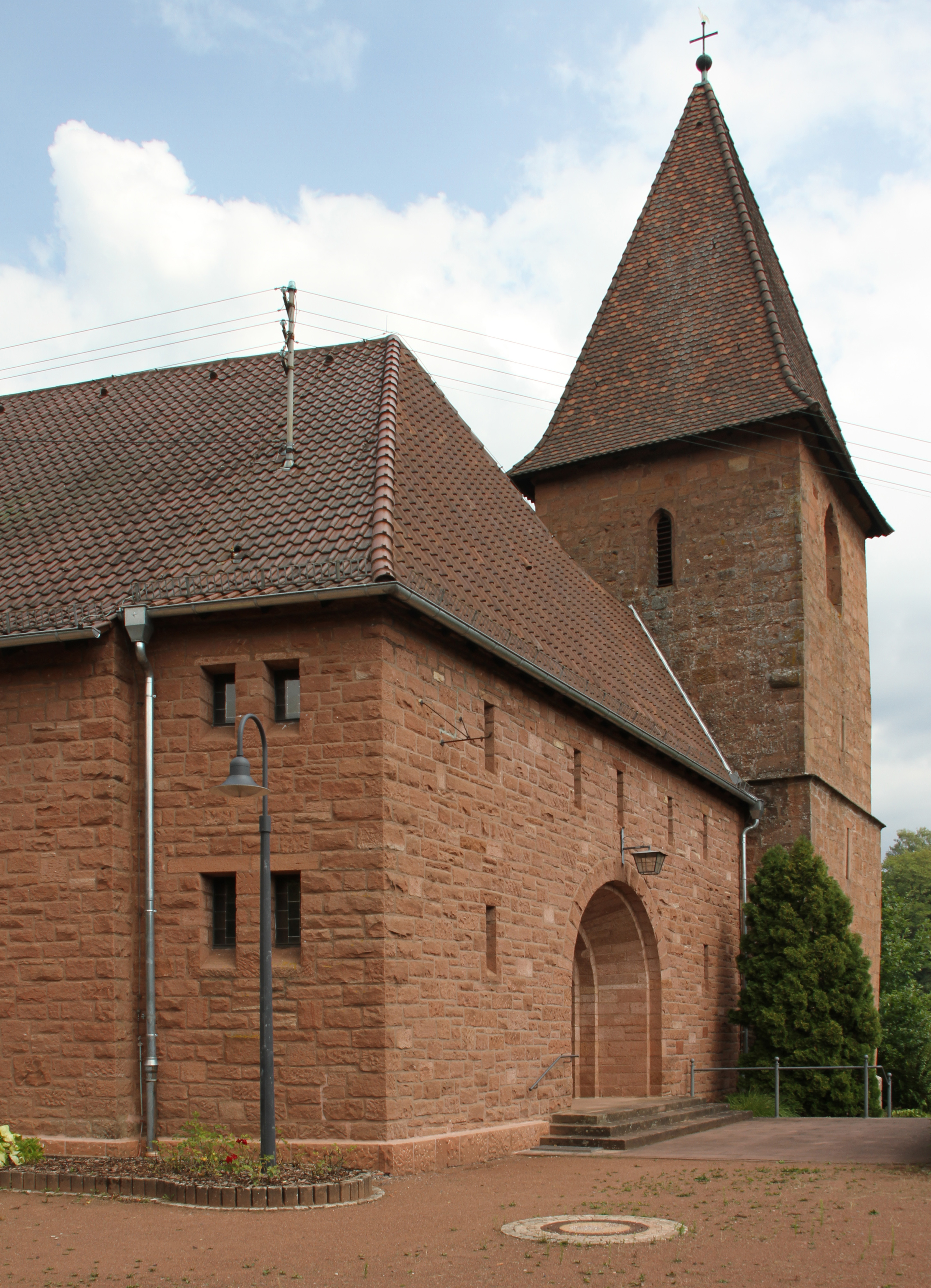
Pfarrkirche St. Laurentius

Vor Ort befinden sich insgesamt sieben Objekte, die in der Denkmalliste des Landes Rheinland-Pfalz verzeichnet sind.
Die Gemeinde wird von der Kirche St. Laurentius – bis 2015 Pfarrkirche – mit einem gotischen Chor um die 1220 und 1230 und einem Turm aus dem 14. Jahrhundert überragt. Am Turm befindet sich eine mittelalterliche Sonnenuhr. Ein alter Giebelstein mit der Weiheinschrift vom 13. Mai 1068 ist im alten Chor eingemauert.
Ein römischer Götterstein „Diana“ aus dem späten zweiten beziehungsweise frühen dritten Jahrhundert ist an der Ostseite des Turmes eingemauert.
Ein weiteres denkmalgeschütztes Objekt ist die einen Kilometer westlich des Siedlungsgebiets von Niederschlettenbach liegende gotische St. Anna-Kapelle, die um 1400 erbaut wurde. Die jährliche Wallfahrt findet am Samstag nach dem 26. Juli statt. In dieser Kapelle liegen die Gebeine von Hans Trapp, dem Ritter von der Burg Berwartstein († 1503).
sonstige Bauwerke
Oberhalb des Ortes an der Lauter befindet sich ein Wehr.

### Natur
Niederschlettenbach liegt inmitten des Naturparks Pfälzerwald, der wiederum zum Biosphärenreservat Pfälzerwald-Vosges du Nord gehört. Im Norden der Gemarkung befindet sich außerdem der Bubenfels.

### Rittersteine

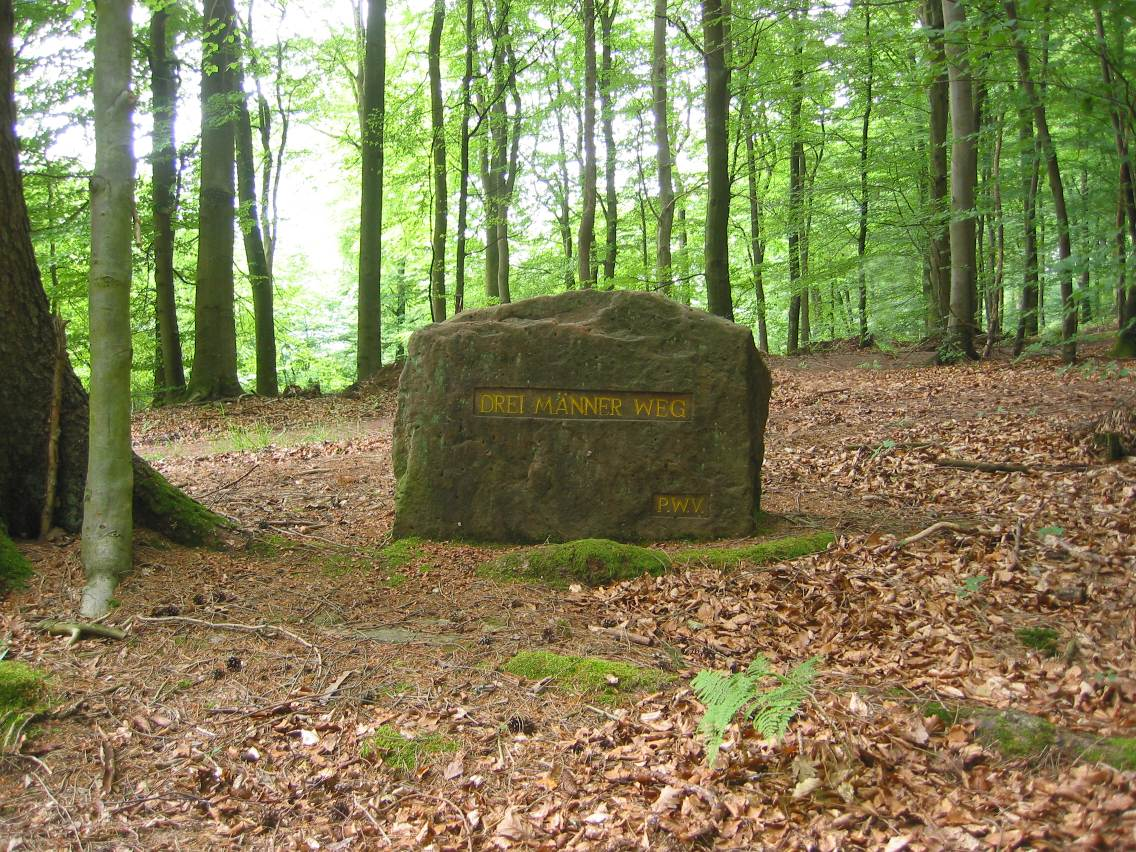
Ritterstein 193

Auf der Gemarkung der Gemeinde befinden sich insgesamt vier Rittersteine. Ritterstein 22 trägt die Aufschrift Glückauf L. v. G. 1835 und ist Bestandteil der Gartenmauer des Forsthauses Erzgrube. 191 Ehem. Silbergrube steht an der Gemarkungsgrenze zu Bobenthal am Eingang zu einem früheren Silberbergwerk. 193 Drei Männer Weg markiert einen Weg, der von drei Leuten ohne offizielle Arbeit errichtet wurde. 196 Ehem. Eisenerzgrube befindet sich unweit des Rittersteines 22 und weist auf ein früheres Eisenerzbergwerk hin.

### Veranstaltungen
Vor Ort wird jährlich das St.-Anna-Fest gefeiert.

## Politik
Bei Bundestagswahlen gehört Niederschlettenbach zum Wahlkreis Pirmasens. Bei Landtagswahlen war die Gemeinde von 1991 bis 2016 Bestandteil des Wahlkreises Pirmasens-Land. Aufgrund des Bevölkerungsrückgangs der Region wurde er aufgelöst, sodass Niederschlettenbach ab 2021 zum Wahlkreis Pirmasens gehört.

### Gemeinderat
Der Gemeinderat in Niederschlettenbach besteht aus sechs Ratsmitgliedern, die bei der Kommunalwahl am 9. Juni 2024 in einer Mehrheitswahl gewählt wurden, und dem ehrenamtlichen Ortsbürgermeister als Vorsitzendem. Die Wahl 2019 fand als personalisierte Verhältniswahl statt, da zwei Wahlvorschlagslisten eingereicht wurden.
Die Sitzverteilung im Gemeinderat:
| Wahl | FWG *             | WGM *             | Gesamt  |
| ---- | ----------------- | ----------------- | ------- |
| 2024 | per Mehrheitswahl | per Mehrheitswahl | 6 Sitze |
| 2019 | 4                 | 2                 | 6 Sitze |
| 2014 | per Mehrheitswahl | per Mehrheitswahl | 6 Sitze |

### Bürgermeister
Thomas Pietsch wurde am 24. September 2019 Ortsbürgermeister von Niederschlettenbach. Diese Wahl war notwendig geworden, da bei der Direktwahl am 26. Mai 2019 der seit 35 Jahren amtierende Ortsbürgermeister Roman Mertz als einziger Kandidat die notwendige Mehrheit verfehlte. Bei der Direktwahl am 9. Juni 2024 wurde Pietsch als einziger Bewerber mit 92,7 % für weitere fünf Jahre wiedergewählt.

### Wappen
| Wappen von Niederschlettenbach | Blasonierung: „Durch einen silbernen Schrägwellenbalken, belegt mit einem roten Krummstab, von Blau und Grün geteilt, oben ein silberner Großbuchstabe S, unten eine silbern gedeckte rote Kirche mit silbernen Randsteinen, im Schildfuß ein sechsstrahliger goldener Stern.“ |
| Wappen von Niederschlettenbach | Es wurde 1982 von der Bezirksregierung Neustadt genehmigt. |

## Wirtschaft und Infrastruktur

### Wirtschaft
Aufgrund der geographischen Gegebenheiten dominierte vor Ort jahrhundertelang die Forst- und Holzwirtschaft. Früher befand sich in der Gemeinde das Forstamt Erzgrube. Die örtlichen Waldgebiete unterstehen dem Forstamt Wasgau, das seinen Sitz in Dahn hat. Ebenso war der inzwischen vollständig zum Erliegen gekommene Bergbau für die Gemeinde prägend.

### Verkehr

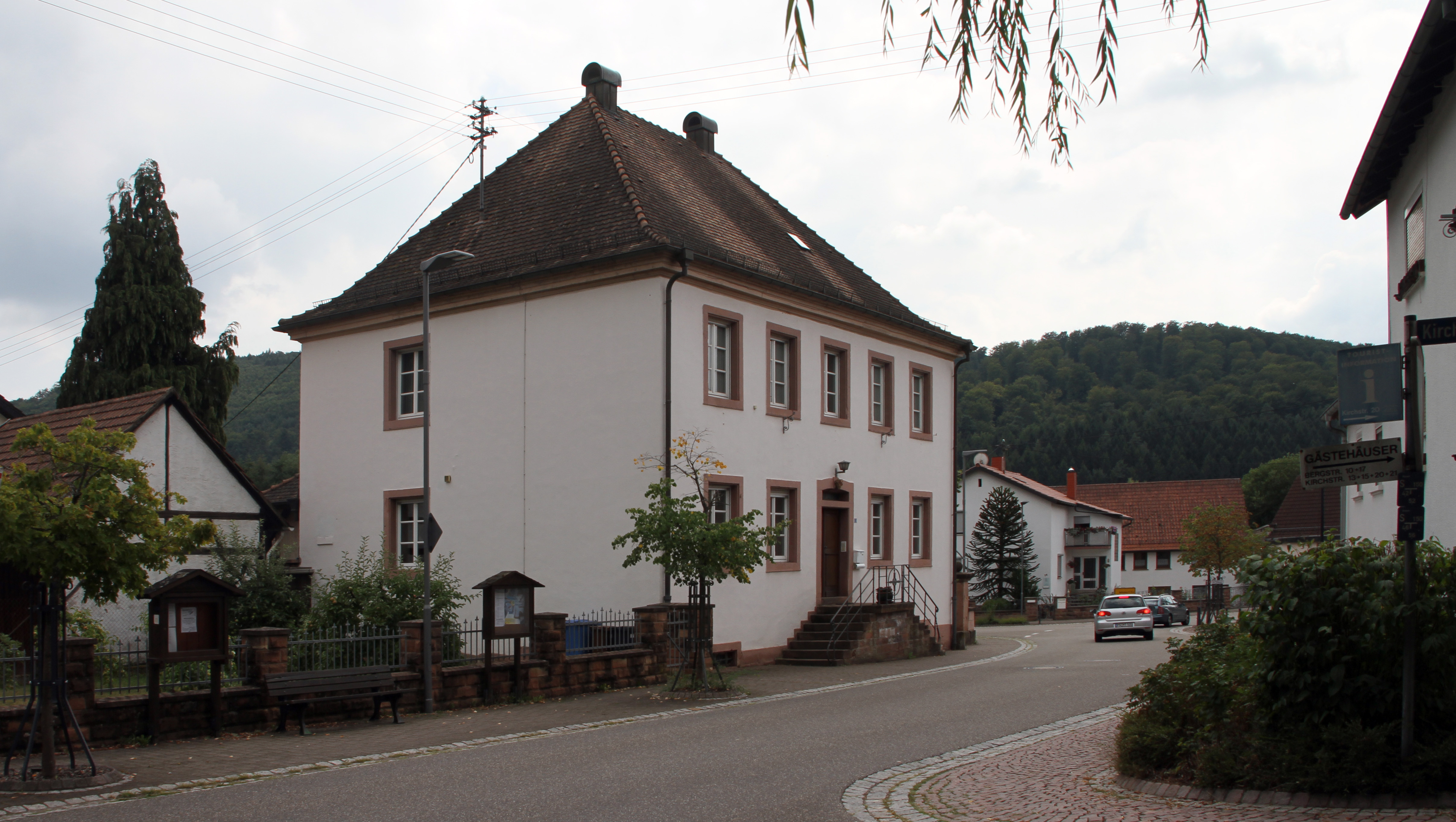
Landesstraße 490 in Niederschlettenbach

Durch Niederschlettenbach verläuft die Landesstraße 478, die in die östliche Richtung nach Wissembourg verläuft und in die westliche stets unweit der Grenze zu Frankreich über Hornbach ins Saarland führt. Innerhalb der Ortsmitte zweigt von dieser Landesstraße 490 ab, die bis nach Annweiler am Trifels verläuft. Westlich des Siedlungsgebiets zweigt von der Landesstraße 478 die Kreisstraße 46 ab, die Nothweiler ans Straßennetz anbindet.
Der Öffentliche Nahverkehr war ab 2000 im Westpfalz-Verkehrsverbund (WVV) organisiert, der seit Sommer 2006 vollständig in den Verkehrsverbund Rhein-Neckar (VRN) integriert ist. Die von SüdwestBus betriebene Linie 548 stellte bis 2012 die Verbindung zu den nächsten Städten Dahn und Bad Bergzabern sowie jenseits der Landesgrenze bis nach Weißenburg her. Aktuell hat sie die Liniennummer 252 und wird von der Queichtal Nahverkehrsgesellschaft (QNV) betrieben; in nördliche Richtung verläuft sie bis nach Hauenstein.
Vier Kilometer nordwestlich liegt seit 1911 der nächste Bahnhof, Bundenthal-Rumbach an der Wieslauterbahn, der jedoch ausschließlich saisonal angefahren wird. Der nächste täglich bediente Bahnhof ist in Weißenburg im Elsass, 13 Kilometer südöstlich gelegen. Von dort führen die Pfälzische Maximiliansbahn nach Neustadt an der Weinstraße und die Strecke nach Vendenheim der TER Grand Est Richtung Straßburg. Einen Lückenschluss der Wieslauterbahn nach Wissembourg über Niederschlettenbach vereitelte der Ausbruch des Ersten Weltkriegs. Pläne in den 1920er Jahren, die Wieslauterstrecke über die Gemeinde sowie Nothweiler, Schönau bis nach Fischbach zu verlängern, schob die Reichsregierung aus Kostengründen einen Riegel vor.
Niederschlettenbach liegt fünf Kilometer südlich der Bundesstraße 427, die von Hinterweidenthal über Dahn und Bad Bergzabern bis nach Kandel führt.

### Tourismus

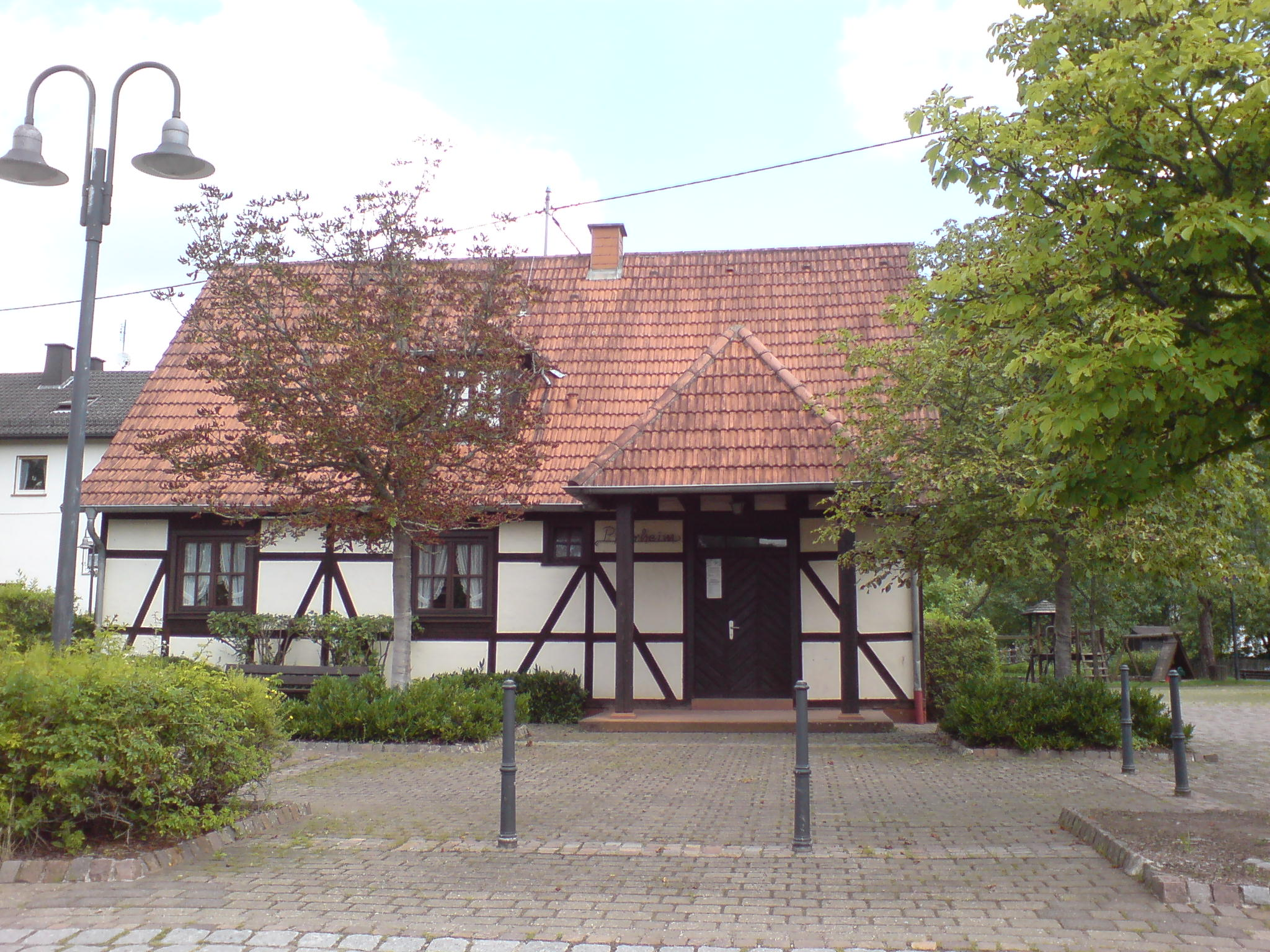
Pfarrheim Niederschlettenbach

Mit dem von Hinterweidenthal nach Neuburg am Rhein verlaufenden Pamina-Radweg Lautertal führt außerdem ein Radweg durch die Gemarkung. In der Ortsmitte existiert das 1947 von der Ortsgruppe des Pfälzerwald-Vereins eingeweihte Pfarrheim Niederschlettenbach, in dem Übernachtungen angeboten werden.
Mitten durch den Ort verläuft der mit einem blauen Balken markierte Fernwanderweg Staudernheim–Soultz-sous-Forêts. Durch den äußersten Osten der Gemarkung führt außerdem die erste Etappe des Prädikatswanderwegs Pfälzer Waldpfad und durch den Süden für ein kurzes Stück ein solcher, der mit einem roten Punkt markiert ist. Zudem verläuft die Tour 14 des Mountainbikeparks Pfälzerwald durch den Süden der Gemarkung.

### Organisation
Die Gemeinde gehört zum Gerichtsbezirk des Amtsgerichts Pirmasens, davor bis 1968 zum Gerichtsbezirk Dahn.

## Persönlichkeiten
- Christoph von Trotha (~1490–nach 1546), pfälzischer Adliger, bis 1511 Eigentümer des Ortes
- David Pareus (1548–1622), reformierter Theologe, war 1571 kurze Zeit Prediger in Niederschlettenbach